# UGC 8837
UGC 8837（也稱為Holmberg IV）是在大熊座的一個矮星系，距離地球有2,400萬光年。它是M101星系群成員，這個星系群包含幾個圍繞著群中最大的風車星系（M101）運行的星系。
UGC8837可能是與風車星系相互作用的星系之一，並與NGC 5474和NGC 5477一起引發了恆星形成的爆發。

## 外部連結
- 维基共享资源上的相關多媒體資源：UGC 8837